# هوراس أوستين
هوراس أوستين (بالإنجليزية: Horace Austin)‏ هو سياسي أمريكي، ولد في 15 أكتوبر 1831 في كانتربوري في الولايات المتحدة، وتوفي في 2 نوفمبر 1905 في منيابولس في الولايات المتحدة. حزبياً، نشط في الحزب الجمهوري. وقد انتخب حاكم مينيسوتا ‏ (9 يناير 1870 – 7 يناير 1874).